# Modupe Oshikoya
Modupe Oshikoya (* 2. Mai 1954) ist eine ehemalige nigerianische Leichtathletin, die in verschiedenen Disziplinen antrat.
Im Laufe ihrer Karriere gewann sie insgesamt fünf Goldmedaillen bei Panafrikanischen Spielen und sicherte sich zudem den Sieg im Weitsprung bei den Commonwealth Games 1974. Vor ihren großen sportlichen Erfolgen hatte sie ihr Land bereits im Alter von 18 Jahren bei den Olympischen Sommerspielen 1972 in München vertreten. Dort kam sie jedoch nicht über einen 19. Platz in der Weitsprung-Qualifikation hinaus. Im Fünfkampf belegte sie Rang 14 und mit der nigerianischen 4-mal-100-Meter-Staffel gelang mit der langsamsten gewerteten Zeit der Vorläufe nicht der Einzug ins Finale.